# 박환생
박환생(1915년 5월 7일~?)은 대한민국의 정치인이다. 제5대 국회의원을 지냈다.

## 역대 선거 결과
|  | 18.98% |

|  | 25.27% |

|  | 22.39% |